# 西原 (宇都宮市)
西原（にしはら）は栃木県宇都宮市の地名。西原一丁目・二丁目・三丁目が置かれている。郵便番号は320-0862（宇都宮中央郵便局管区）。類似する町名である西原町は、西原一丁目・二丁目・三丁目の源流ではあるが南方に離れたまったく別の位置にある。

## 概要
宇都宮市街西部の住宅街の一角。北は大寛二丁目・西二丁目、東は西三丁目・一条三丁目・一条四丁目、南は新町一丁目・花園町、西は京町・六道町と接している。北から一丁目・二丁目・三丁目の順に位置している。東を抜けていく蓬莱大黒通りは旧東京街道である。
1964年（昭和39年）までは西原町の一部で、住居表示実施により現在の西原一・二・三丁目が成立した。西原二丁目の一向寺にある一向寺銅造阿弥陀如来坐像は重要文化財「汗かき阿弥陀」として有名。
西原一丁目の南西にある六道交差点（通称）はかつて宇都宮城下の佐野口にあたり、佐野・壬生方面の起点となっていた。現在は主街道が西の桜通りへ移り起点も滝谷町交差点などへ移行したことで交通の要衝としての役目は失われた。

## 歴史

### 沿革
- 1886年（明治19年） - 河内郡西原村が西原町に改称。
- 1889年（明治22年）4月1日 - 町村制施行。河内郡西原町は宇都宮町の一部となり、河内郡宇都宮町西原町となる。
- 1896年（明治29年）4月1日 - 宇都宮町が市制施行。宇都宮市西原町となる。
- 1964年（昭和39年）9月30日 - 住居表示実施により宇都宮市西原町・伊賀町（いがちょう）・永楽町（えいらくちょう）・蓬莱町（ほうらいちょう）・茂登町（もとまち）・大寛町（だいかんちょう）・大黒町（だいこくちょう）・京町1丁目・歌橋町（うたのはしまち）・熱木町（ねいきちょう）・桜馬場通（さくらばばどおり）1丁目のそれぞれ一部をもって西原一-三丁目が成立[2]。

### 町名の変遷
| 実施後     | 実施年月日                | 実施前（各町ともその一部）                                         |
| ---------- | ------------------------- | ------------------------------------------------------------------ |
| 西原一丁目 | 1964年（昭和39年）9月30日 | 西原町、伊賀町、蓬莱町、茂登町、大寛町                             |
| 西原二丁目 | 1964年（昭和39年）9月30日 | 西原町、伊賀町、永楽町、大黒町、京町一丁目                         |
| 西原三丁目 | 1964年（昭和39年）9月30日 | 西原町、永楽町、大黒町、京町一丁目、歌橋町、熱木町、桜馬場通一丁目 |

## 世帯数と人口
2017年（平成29年）7月31日現在の世帯数と人口は以下の通りである。
| 丁目       | 世帯数  | 人口    |
| ---------- | ------- | ------- |
| 西原一丁目 | 205世帯 | 440人   |
| 西原二丁目 | 148世帯 | 273人   |
| 西原三丁目 | 143世帯 | 296人   |
| 計         | 496世帯 | 1,009人 |

## 小・中学校の学区
市立小・中学校に通う場合の学区は以下の通りとなる。
| 町丁       | 小学校               | 中学校               |
| ---------- | -------------------- | -------------------- |
| 西原一丁目 | 宇都宮市立西原小学校 | 宇都宮市立一条中学校 |
| 西原二丁目 | 宇都宮市立西原小学校 | 宇都宮市立一条中学校 |
| 西原三丁目 | 宇都宮市立西原小学校 | 宇都宮市立一条中学校 |

## 交通

### 道路
- もみじ通り：西原一丁目の北を通過。
- 蓬莱大黒通り：西原一・二・三丁目の東を通過。
- 西原通り：西原二・三丁目の西を通過。
- 新川桜並木通り：西原三丁目を通過。
- 平成通り：西原三丁目の南を通過。

### 路線バス
- 関東バス
  - JR宇都宮駅 - 東武駅前 - 六道 - 上欠下 - 運転免許センター - 楡木車庫
  - JR宇都宮駅 - 東武駅前 - 六道 - 文化会館前 - 鶴田駅・西川田東
    - 西原一丁目の南西部であり六道町・京町との境界にある六道交差点付近に位置する「六道」バス停で、上記の系統が分岐する。
- 東野バス
  - 西原車庫 - 西原三丁目 - 宇都宮東武 - JR宇都宮駅 - 宇大前 - ベルモール - 鐺山 - 石法寺 - 台町 - 真岡営業所
    - 「西原小学校入口」「西原三丁目」の各バス停を通過する。2004年までは関東バスの新町鶴田駅線がこの系統と同じルートを経由していた。

## 主な施設・寺社
- 光淋寺（西原一丁目）
- 報恩寺（西原一丁目）
- 一向寺（西原二丁目）
- 熱木不動尊（西原三丁目）
- 宇都宮市立西原小学校（西原二丁目）
- あゆみ保育園（西原二丁目）
- みどり幼稚園（西原三丁目）